# Sociologia de la moda
La sociologia de la moda estudia la moda des de la societat mateixa. Intenta desvetllar els significats de la moda a la societat.
Els estudis sociològics sobre moda remunten principalment als inicis de segle xx. Malgrat que de moda ja se n'escriu des del segle xviii el fenomen és analitzat només amb l'arribada de la sociologia i l'antropologia. Històricament és un camp que ha estat molt lligat als estudis culturals. Hi ha hagut un menyspreu generalitzat en el coneixement. És a partir dels anys 1990 que la moda com a objecte d'estudi sociològic a banda s'emancipa i pren forma.
Per tot allò trobat es pot dir que la moda és un agent de socialització que influeix en el comportament individual i social. És el reflex de la industrialització i de la societat individualista sortint de la Revolució Francesa. Segueix uns cicles que poden mantenir-se en continuïtat o trencar-se a propòsit.
Cadascun d'aquests cicles ens parla de la necessitat de l'ésser humà de trobar models a imitar, models dels quals diferenciar-se'n i desitjos molts cops inconscients com ara arribar a un millor nivell de vida. És un reflex de les jerarquies de la societat i dels rols instaurats. Però la moda va més enllà de vestir-se. Moda és un terme més genèric que abasta l'estar en ús de qualsevol pràctica social malgrat que psicològicament la societat contemporània ha volgut unir moda a abillament.

## Objecte d’estudi i marc teòric

### L’estar en ús
El mot moda reenvia cap a la noció estar en ús. Apareix al diccionari de llengua catalana a partir del francès mode al segle xvii. Inicialment no es parla d’estar de moda, però d’estar en ús i quan s’importa del llatí al francès, moda vol dir manera de viure.
Avui fa referència a tot un concepte estudiat per historiadors, sociòlegs i antropòlegs de tots sexes. Manifesta les cosmovisions d’una societat concreta en una època determinada. El terme moda, més delimitadament, però, es defineix com a “ús, manera o costum que està en voga durant algun temps” segons l'Institut d’Estudis Catalans. Frédéric Monneyron n’amplia la definició tot remarcant que la moda és una mena de canvi social específic, regular i no acumulatiu.

### Moda, en singular i en plural
La moda és un camp d’estudi més obert que no ens ho pot semblar al primer cop d’ull. Si restringim el seu significat a la vestimenta, no tindrem en compte altres fenòmens de societat que són plens de simbolisme. La moda va més enllà del simple abillament perquè pot estar en ús un tipus de roba, un gènere musical, un gènere cinematogràfic o fins i tot una mena d'esport.
Des d’aquesta mirada més ampliada la moda pot estudiar-se,
- a partir de l'economia: estudis sobre la indústria tèxtil, sobre la indústria del luxe o sobre la indústria del consum

- a partir de la psicologia: estudis sobre la construcció de la identitat, estudis sobre els marcadors socials

- a partir de la música: estudis culturals, de la subcultura i les contracultures

Les categories presentades són fins i tot molt limitades perquè es podria ampliar encara més el llistat al disseny, la decoració, els mitjans de comunicació, etc. Això inclou igualment la globalització. Entendre l'entorn, el present, és també fer un balanç històric, geogràfic i actual, és a dir, la moda no és únicament el port o l’ús d’això o allò altre, és entendre el seu context, circuït econòmic, etc.

### Recerca científica
En sociologia com en història o economia, la recerca científica relativa a la moda ha estat històricament escassa degut a un menyspreu generalitzat dins el perímetre del coneixement. Segons el sociòleg Frédéric Godart la moda s’ha considerat tradicionalment “superficial o l’expressió d’una manipulació social encaminada a recolzar artificialment el consum” [trd.].
Els primers estudis sociològics sobre la moda no s’interessen en l’objecte, més aviat en el fenomen generalitzat, sense considerar cap més possibilitat d’aproximació. La moda són les modes, és a dir, la necessitat d'imitar i per quina raó la societat imita, l’ésser humà ha d’imitar o té necessitat d’imitar. És sobre això que se centren els estudis inicials on hi destaca el funcionalisme amb Gabriel de Trade com a principal iniciador.
A la segona meitat del segle XX la moda queda associada als estudis culturals en sociologia. No té cap departament a banda, és un element de tots els que constitueixen la cultura d’una societat. Dinàmica que fou particularment verídica per als anys 1970 i 1980.
L’expectació mediàtica a l’entorn de top models com ara Claudia Schiffer, Cindy Crawford, Naomi Campbell o Kate Moss degué d’ajudar enormement a una amplada de mides. La moda pren més valor mediàtic als anys 1990. Les crítiques de la premsa degut a unes models amb línies de contorn de cos que freguen l'anorèxia o l’impacte que generen les activistes contràries al port de pell d’animal a les desfilades canvien la percepció envers la moda.
Segons la sociòloga Nicoletta Giustini hi hagué llavors una emergència “multidisciplinària i rica” [trd.] que volgué entendre tot plegat. Els estudis sobre moda i prou, és a dir, com a disciplina a banda, sorgeixen aleshores, primer a com a complement a les universitats, després com una aula tota sola. Inicialment la moda té una imatge molt orientada cap al negoci als EUA. S’elaboren, però, les primeres propostes de mètode per a estudiar la moda de forma multidisciplinària. Valerie Steele fou en aquest àmbit força capdavantera.

## Estudis sociològics

### Moda i individualitat
La moda com a concepte i fenomen s’ha volgut considerar un producte de les societats occidentals per diversos motius.
- En primer lloc perquè fa sentit amb una concepció del temps linear, adoptada pel cristianisme, religió predominant tradicionalment a les societats occidentals. La tradició medieval fora d’Europa va ser cíclica i l’abillament no es renovava perpètuament perquè el temps mental en cicle determina de sèrie l’ús que se n’haurà de fer, per tant, el tipus de port que haurà de dur a sobre.[2]

- En segon lloc perquè neix en societats que aspiren a viure en democràcia i liberalisme polític de forma que la moda esdevé una plasmació de l’ideal de tria, de llibertat d’escull i per extensió de pensament.[2]

- En tercer lloc perquè és una resposta a la industrialització començada a Europa i que construeix una certa hegemonia de pensament, una certa alineació, de manera que la moda és la contra-alineació, és a dir, la necessitat d’anar contra el corrent majoritari.[2]

Més enllà d’aquests tres primers punts que mereixen la seva crítica, la moda és per davant de tot el triomf o la materialització de la societat individualista naixent de la Revolució Francesa. En efecte, encara que hagi volgut ser una contra-alineació al corrent majoritari, la moda crea ciutadans alineats a unes tendències, però, tanmateix, no és una obligació seguir-la de manera que la moda posa èmfasi en el valor de l’individu, la seva tria personal, no pas en la col·lectivitat, tal com havia fet la tradició a l'Edat mitjana. És a dir, a les societats tradicionals allò col·lectiu pren més valor que la individualitat de manera que hi havia roba concreta per a clergues, nobles o serfs. Tothom dur a sobre si fa no fa el mateix estil perquè hi preval la classe i el costum. Justament la Revolució Francesa trenca amb aquest pensament per a posar tot el valor en l’home, fet que dona espai a la tria i genera una societat on la individualitat és per sobre de la classe i els costums.
Dit altrament, el passatge d’una societat teocràtica on la religió és al centre de tot, cap a una societat antropocèntrica on es delega la confiança en l’home, produeix canvis fins i tot en la vestimenta que enalteix tot seguit la tria individual, més que la identificació a un grup o classe determinada.

#### Uniformisme i individualitat
Georg Simmel és capdavanter en la consideració de la moda com a reflex de la individualitat. Els seus treballs posen l’accent sobre la necessitat inherent de l’individu de pertànyer a un grup, però desmarcar-se’n al mateix temps. La moda seria això mateix.
Produeix un tipus d’actitud conformista en tant que tothom acaba imitant-se encara que cadascú cerca dins els paràmetres establerts per la moda la seva individualitat, per tant, donar-se valor. La moda és només una partícula d’un àtom.

### Primera meitat del segle XX

#### Les Lleis de la imitació
Els primers estudis sociològics relatius a la moda no es varen interessar en allò singular, però en el seu plural. És a dir, no s’interessaren en la roba, si no en les modes més generalitzadament. És una mirada macro-sociològica primera que va permetre dibuixar les dinàmiques generals de la moda.
El primer corrent sociològic a interessar-s’hi fou el funcionalista de la mà de Gabriel de Tarde i Émiles Durkheim. El funcionalisme neix a França i analitza la societat en termes de funcions. La religió, la moda, la música, el cinema, l'esport, els rituals, etc, cada cosa que envolta l’individu té una funció dins la societat.
En aquesta primera línia de recerca el treball de Tarde, Les Lleis de la imitació (1890), és fonamental perquè ens permet descobrir que l’ésser humà imita per natura. La moda és en això el seu reflex. S’imita a un altre, a qui s’admira, s’idolatra o es col·loca sobre el pedestal. Trade ens diu que en una societat capitalista i individualista, les classes menys afortunades tendeixen a imitar les classes més afortunades econòmicament per un efecte d’admiració, de percepció de superioritat o de projecció personal d’allò desitjat.
En el procés hi intervenen unes dinàmiques extra-lògiques que no són racionals, però que influeixen en el comportament, i unes dinàmiques lògiques, com l’anteriorment descrita. És psicològicament parlant fins i tot una actitud natural davant l’adversitat. En el procés evolutiu l’ésser humà ha sobreviscut a còpia d’imitar-se mútuament. L’evolució física és substituïda de mica en mica per la cultura tot passant per l’utillatge de manera que l’ésser humà destina progressivament a l'aprenentatge la seva supervivència.
Així la moda reflecteix el desig de millora de les condicions de vida, vist d’un punt de vista d’instint primari, per les classes socials menys afavorides. Esdevé un mecanisme de defensa davant una situació social estimada gens òptima i potser també degradant.

#### Ostentació de poder
La moda a les societats capitalistes no deixa de ser un caprici. Anar a la moda té un cost perquè cal deixar-s’hi diners. Un individu amb un nivell de vida mitjà no pot dedicar-se a comprar moda perquè el canvi recurrent de tendències sobrepassa el pressupost destinat a sobreviure. Per tant, per a anar de moda, per a vestir-se a la moda, per a fer allò que està de moda o en ús, cal poder-ho fer, és a dir, cal poder. La moda és doncs una ostentació de poder. És la conclusió del treball La teoria de l’esplai classista (1899) de Thorstein Veblen.
Històricament hi ha hagut estats que han fet de la moda un element ideològic perquè atorga justament poder. És el cas de França que d’ençà Lluís XIV s’escarrassa a posar valor en l'alta cultura produïda a França, que tot seguit exporta. L’anomenat saber fer francès és el fruït d’una construcció política.
La moda mateix neix per voluntat política segons Frédéric Monneyron. El segle xix anava ple de revistes o diaris que hi dedicaven periòdicament un apartat. La França de Napoleó III fa de la moda una manera de viure.
El poder vol dir capacitat per tal que algú faci allò que hom vol. Per tant, la voluntat d’ostentar poder mitjançant el luxe, la moda i l’alta cultura, és realment la necessitat o les ganes de voler manar.
Quan Thorstein Veblen parla d’”ostentació de poder”, però, és perquè la moda es llença. És un producte que segueix cadascuna de les línies de l'obsolescència programada i en aquest àmbit la moda ens parla de poblacions que es poden permetre llançar. Això vol dir, societats de l’opulència, perquè algú sense poder adquisitiu no es donarà el plaer de llençar res. Tot és reaprofitable.

#### Capitalisme, productes i conformisme
Thorstein Veblen sosté que la moda és un objecte gairebé concebut per a entretenir. Cal tenir diners per a entretenir-se, però deixant això de banda, és un producte que produeix plaer, per tant, concebut fins i tot per a entretenir encara que a les classes més riques.
És el fruït del capitalisme sorgit a partir dels anys 1950 i que consisteix a comprar per a llençar i tornar-ho a comprar. Vist així, és un producte més de l’obsolescència programada pensat per a mantenir el consum a l’alça i activat.
En acabar la guerra, Europa, els EUA i Canadà, entre més, necessiten poder construir l’economia per les conseqüències deixades per la guerra de manera que convenia atorgar un espai de vida pròsper que exhaurís les existències de l’estoc produït pels EUA durant la guerra, així com reconstruís tot Europa. Per a Herbert Spencer la moda reprodueix per tot això la dinàmica del conformisme existent a tota societat capitalista.

### Segona meitat del segle XX

#### Canvi generacional
Als anys 1970 i 1980 els estudis de sociologia de la moda es desdiuen de la dinàmica d’inicis de segle per a incloure la moda dins els estudis culturals. Ja no es tracta de fer-ne una anàlisi general, més aviat entendre la funció de la moda dins la cultura que produeix tota societat. En aquest marc de treball se’ns posa pel davant les recerques de Pierre Bourdieu i Paul Yonnet.
Bourdieu assimila la moda a l'esport, la cuina i altres elements susceptibles d'aportar informació sobre la cultura d’una època. A La Distinció (1979), prova de definir els hàbits i els estils de vida que produeixen o es desprenen d’aquestes pràctiques d’ençà culturals. Yonnet n’amplia les conclusions amb Jocs, modes i masses (1985) on la moda s’equipara igualment a música rock, amor, apostes, automòbils o mascotes.
Mitjançant el corrent marxista de la sociologia, Bourdieu considera que la moda és el resultat de la lluita interna entre classes altes i baixes. És un mètode de diferenciació que es renova a cada canvi generacional. És a dir, l’arribada d’una nova tendència s’explica per la necessitat de les noves generacions de diferenciar-se dels pares i, per tant, marquen un corrent nou que s’instaura i inicia una nova lluita interna entre classes.
Yonnet distingeix en aquesta mateix línia tres tipus de tendències:
- les de cicle curt; són corrents de moda molt efímers

- les de cicle mitjà; són corrents de moda que es renoven a cada nova generació

- les de cicle llarg; són corrent de moda molt estables i que no acaben de canviar com ara cabells curts per a homes i cabells llargs per a dones

Guillaume Erner parla fins i tot de velocitat d'aparició de tots els cicles de tendències. La premsa té l'habitud de posar-hi noms (ex.: mania).
Bordieu aprofundeix l'anàlisi per a explicar-nos que la moda és fins i tot un marcador social. Les poblacions més pobres no s’hi interessen especialment perquè la seva prioritat és menjar i tenir-ho tot net. Les classes mitjanes no pateixen per menjar i la netedat de manera que poden aspirar a tenir una roba més moderna, més original o més diferent de la resta. Les classes altes simplement se’n despreocupen perquè ho tenen adquirit. Així quan parla de lluita de classes, Bordieu es refereix a una certa necessitat de diferenciació entre classes aconseguida amb la moda.
En resum, la moda permet en una societat capitalista distingir-se, sigui perquè es vol un allunyament de les generacions anteriors o sigui perquè es vol fer prova de poder adquisitiu; la moda ens diferencia. A Jocs, modes i masses (1985) Yonnet compara la moda a la música rock en tant que aquesta diferenciació aparent té la funció d’acompanyar els canvis socials, tecnològics i culturals de tota societat. És a dir, la moda distingeix perquè ajuda a la regeneració. A cada nou cicle mitjà apareixen noves tendències que són el reflex d’un canvi de generació motivat per la tecnologia o per altres ítems.

#### Excés d’ostentació
El sociòleg Quentin Bell reprèn els treballs de Thorstein Veblen per a ampliar-los i n’extreu la conclusió que la dinàmica descrita per Veblen pot arribar a provocar enuig a la societat. És a dir, amb el treball de síntesi fet pel sociòleg Rene König, Bell ens diu que si la moda és una demostració de poder, d’aquí que es parli d’ostentació, la cerca d’imitació per part de les classes baixes en les altes s’ha d’agafar amb pinces perquè un excés d’ostentació pot generar controvèrsies.
En aquesta segona meitat de segle, Bell s’interessa a entendre per què alguns models de roba són acceptables per a la societat, per què uns altres no i per quina raó allò que va ser controvertit, esdevé normatiu pocs anys després. La resposta és ben simple, tot es resumeix a excés d’ostentació. Què pot acceptar o no la classe mitjana de la classe alta? En funció d’això, quelcom pot ser més o menys controvertit, gens o fins i tot passar desapercebut.
Així, no rebutja els treballs de Thorstein, els matisa. Efectivament, diu, la classe mitjana tendeix a imitar la classe alta, però aquesta segona tampoc no és lliure de fer tot allò que vulgui perquè la moda també és sinònim de reputació. És a dir, un excés d’ostentació pot portar de corcoll els seus protagonistes. Existeix un diàleg ascendent entre classe alta i mitjana. L’una viu de l’altra i així totes dues s’alimenten mútuament. El canvi generacional es produeix justament quan l’excés de dalt pot ferir la baixa i el seu contrari.
Els treballs d'Alfred L. Koeber reforcen aquest constat. Després d’analitzar totes les tendències del segle xviii fins al segle xx, diu haver-hi cicles i els canvis generacionals són sovint minsos en tant que no es qüestiona gairebé mai el cicle llarg, tot camina cap a uns canvis en l’efímer com el curt termini de manera a no espantar més del compte. Segons això, unes tendències que podem percebre com a trencadores, poden ser, ans al contrari, el reforç d’unes dinàmiques ja iniciades anteriorment.

#### Influència cultural
El sociòleg Marc-Alain Deschamps intenta acostar-se a la moda mitjançant una combinatòria de psicologia i sociologia. N’obté l’esquematització del mode d’influència que exerceix la moda a la societat. Ens detalla fins i tot uns 5 graus d’influència, de la major a la menor, malgrat que no descriu la moda vestida, més aviat fa una aproximació generalitzada i en plural de la moda.
Segons els seus treballs, la moda com a fenomen més generalitzat, s’expressa a través de l’inconscient,
- de l'individu

- de la societat

Això vol dir que segons el grau de penetració, tota moda pot influenciar àmbits com,
- la indústria

- el sexe

- el comerç

- la representació del món

Tot plegat contribueix a canviar la societat.

#### Relacions home i dona
La moda és igualment parladora en el camp de la semiòtica. Els primers treballs en aquest corrent sociològic pel que fa l’àmbit de la moda els devem a Roland Barthes que va escriure El sistema de la moda l’any 1967. No es reprèn la perspectiva fins entrats els anys 1990. Anne Hollander i Valerie Steele troben amb els seus treballs de semiòtica informació relativa a les relacions entre sexes a la societat.
Hollander –Sex and Suits (1994)— fa remarcar que la moda plasma el masclisme que perdura a les estructures que regeixen la societat. Segons ha pogut trobar, l’home ha tendit històricament a trobar-se abillaments més simplots mentre que la dona ha preferit allò recargolat i fantasiós. Aquest cicle llarg en termes throsteinians, ens parla dels rols que la societat ha volgut atorgar a homes i dones. Les dones, socialment menys valorades, han de tendir cap a l’artificialitat, el rosa i la fantasia, sinònim d’un cap poc madur, així mateix el considera el model greco-romà del qual parteixen els rols de gènere a la societat contemporània. L’home, en canvi, tendeix a la senzillesa perquè és racional, no pas histèric, es dedica a la vida pública, per tant, és pràctic i gairebé pragmàtic.
Ara, una lectura històrica, emfasitza Hollander, ens diu igualment que l’evolució de les tendències dins la roba femenina coincideix perfectament amb el canvi de rols que les dones s’han guanyat amb el temps. El passatge de la faldilla als pantalons constitueix en aquest àmbit un avenç remarcable.
Steele, per la seva banda, a Fetitxisme: moda, sexe i poder, esmenta com la creació mateixa de la moda està subjecta als rols atorgats socialment. La moda femenina ha tendit a codificar la dona dins un perfil gairebé pornogràfic perquè ha estat així mateix com es van concebre les presentacions de col·leccions anteriorment. És a dir, el dissenyador, normalment home, blanc i heterosexual, ha tendit a dissenyar desitjos i fantasies seves en la roba que havien de dur les modes. Feta la presentació, les col·leccions acaben als carrers i això ajuda a orientar el comportament de les dones.
Els treballs de Gilbert Durand reforcen aquesta idea en tant que demostren que la moda és igualment una eina de socialització per a l’ésser humà. És a dir, mitjançant la moda ens socialitzem, que vol dir que adoptem comportaments.

## Biografia
- Marc Giró. Pijos: qui són, què fan i on trobar-los. Univers, 2021.
- Marc Giró. Encara més Pijos. Univers, 2022.